# دوين دبليو. مارتن
دوين دبليو. مارتن (بالإنجليزية: Duane W. Martin)‏ هو ضابط أمريكي، ولد في 2 يناير 1940 في الولايات المتحدة، وتوفي في 3 يوليو 1966 في شمال فيتنام.